# Norns bruk
Norns bruk, eller bara Norn, är ett gammalt järnbruk i Hedemora socken i Hedemora kommun, Dalarnas län. Norns bruk är beläget vid sjöarna Stora Norn och Stora Sundsjön, cirka en och en halv mil västsydväst om Hedemora och tre mil nordöst om Söderbärke.

## Historik
Norns bruk ska ha anlagts av finnen Lars Larsson 1628. Tillsammans med en kompanjon anlade denne en fallhammare vid Norn och en hytta ett stycke uppströms. År 1637 köptes Norns hytta av bälgmakaren Hans Steffens och det nybildade bruket erhöll då privilegier på en smedja. Året därpå tillkom ännu en smedja samt en masugn. År 1642 uppfördes den ännu bevarade Frankaricks smedian (Frankrikesmedjan) med en hammare och två härdar. 1686 bestod Norns bruk av tre hamrar, sex härdar och en plåthammare.  Huvudprodukten under 250 år var så kallat stångjärn. Fram till år 1848 var denna produktion reglerad i detalj och kontrollerad av det statliga ämbetsverket Bergskollegium som bland annat bestämde hur många hammare som fick finnas i smedja och hur som fick produceras i smedjan. 1640-1690 producerades i genomsnitt  120 ton/år, 1690-1750 183 ton/år, 1750-1868 195 ton/år.  Mycket, mycket blygsamma volymer jämfört med moderna stålverk. Men ändå lönsamt vissa perioder, bland annat under slutet på 1700-talet. 
Kombinationen av tillgång till vattenkraft och mycket skog som kunde kolas till träkol gjorde att bruket låg långt från någon stad eller större ort. Under några år på 1800 talet var Norn Hedemora landskommuns största industriort med cirka 290 invånare. Arbetets organisation var mycket hierarkisk. Det fanns förvaltare som ända fram till slutet på 1800-talet utdelade spöstraff. Anställda stod ofta i skuld till bruket på grund att det bokförda värdet av hustrun köp av mat i brukets affär översteg intjänade löner. Bruket bestämde både lönerna och priset på mat i brukets affär. Mästersmederna hade en något bättre ställning än andra arbetare. Arbetsveckan för dem som arbetade i smedjan var lång, de flesta veckor från 18:00 på söndag till 18:00 på lördag. 
1716-1779 styrs bruket av medlemmar i familjen Söderhielms, 1779-1874 ägs det till 2/3 av familjen Tersmeden och 1/3 av familjen Mannerheim. 1874 fusionerades bruket in i det då nybildade Larsbo-Norns AB. Bolagets verksamhet började efterhand koncentreras till järnverket i Vikmanshyttan och 1899 lades smidet ned vid Norns bruk. Masugnen rustades dock upp och drevs ännu ett par år. I februari 1916 utfördes den sista blåsningen i Norns hytta. Kraftstationen, som byggdes 1912 för att leverera elektricitet till industrierna i Vikmanshyttan och Turbo, är fortfarande i drift. Sedan 2018 ägs och vårdas Norns Bruk av Norns Bruks samfällighetsförening.

## Sevärdheter
Kvar idag finns en nyare bruksherrgård, byggd 1875. Den äldre herrgården består av två envåningsflyglar av trä under brutet tak, troligen uppförda vid 1700-talets mitt. I den västra flygeln ingår möjligen delar från 1600-talet. Mellan flyglarna ligger det timrade och reveterade brukskapellet uppfört, 1759 som ersättning för ett kapell från 1640-talet och ombyggt 1830. Klockstapeln, byggd 1820, har två klockor från 1600-talet. Norns skola, byggd 1856 och nedlagd 1947, är idag museum.
Bland äldre industribyggnader kan klensmedjan och Frankrikesmedjan nämnas, vilken är den äldsta bevarade byggnaden i Norn. Hyttan, en så kallad mulltimmerhytta, är mycket välbevarad. Efter nedläggningen fick den förfalla, men har sedan 1930-talet restaurerats i omgångar. Malmen till hyttan hämtades främst från Norberg och Bispberg. Flera egna gruvor som hörde till bruket fanns emellertid, bl.a. Knapptjärnsgruvan. Gruvan, som började brytas först på 1830-talet, lades ned 1909. Idag finns ett bevarat vändbrott kvar samt resterna efter en gruvlave. Norns bruk är byggnadsminnesförklarat sedan år 2003.
Sevärd är även den mycket ålderdomliga väg (länsväg W 671) som ännu idag utgör allmänna landsvägen från Norn mot Larsbo och Söderbärke. Vägen är klassad som riksintresse för kulturmiljövården.

## Bildgalleri

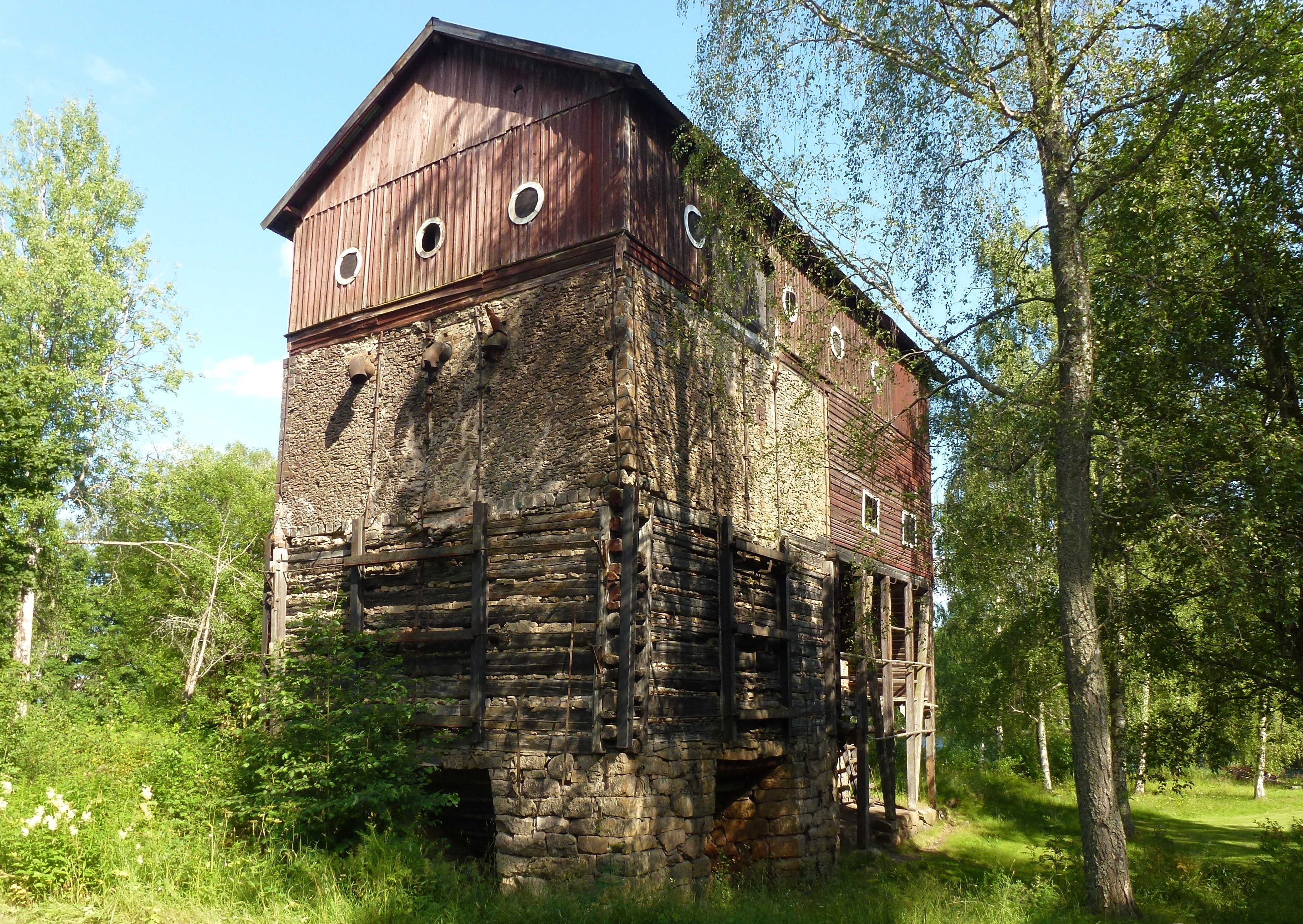
Hyttan vid Norns bruk, nedlagd 1916.
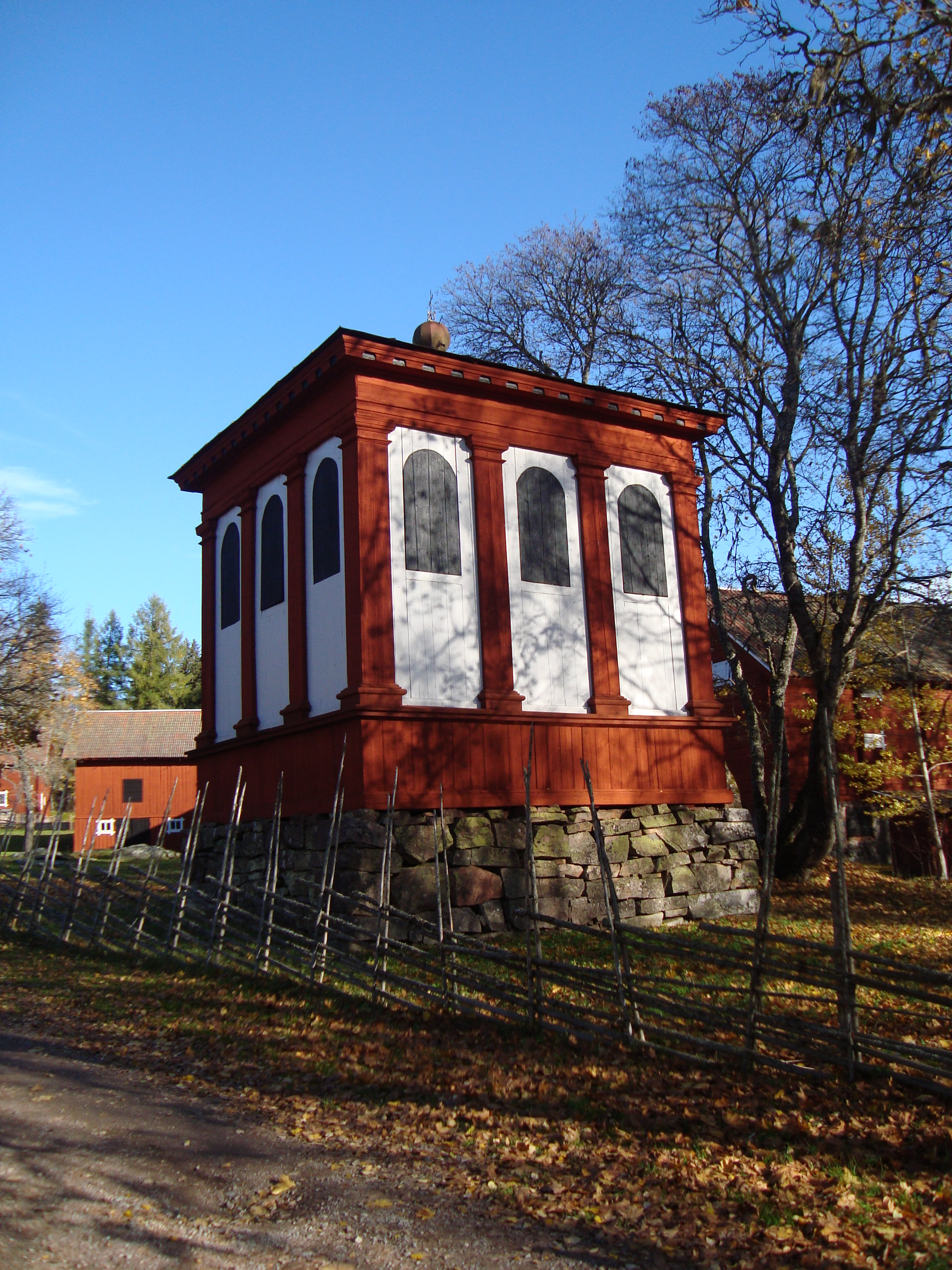
Klockstapeln vid Norns brukskapell, uppförd 1820.
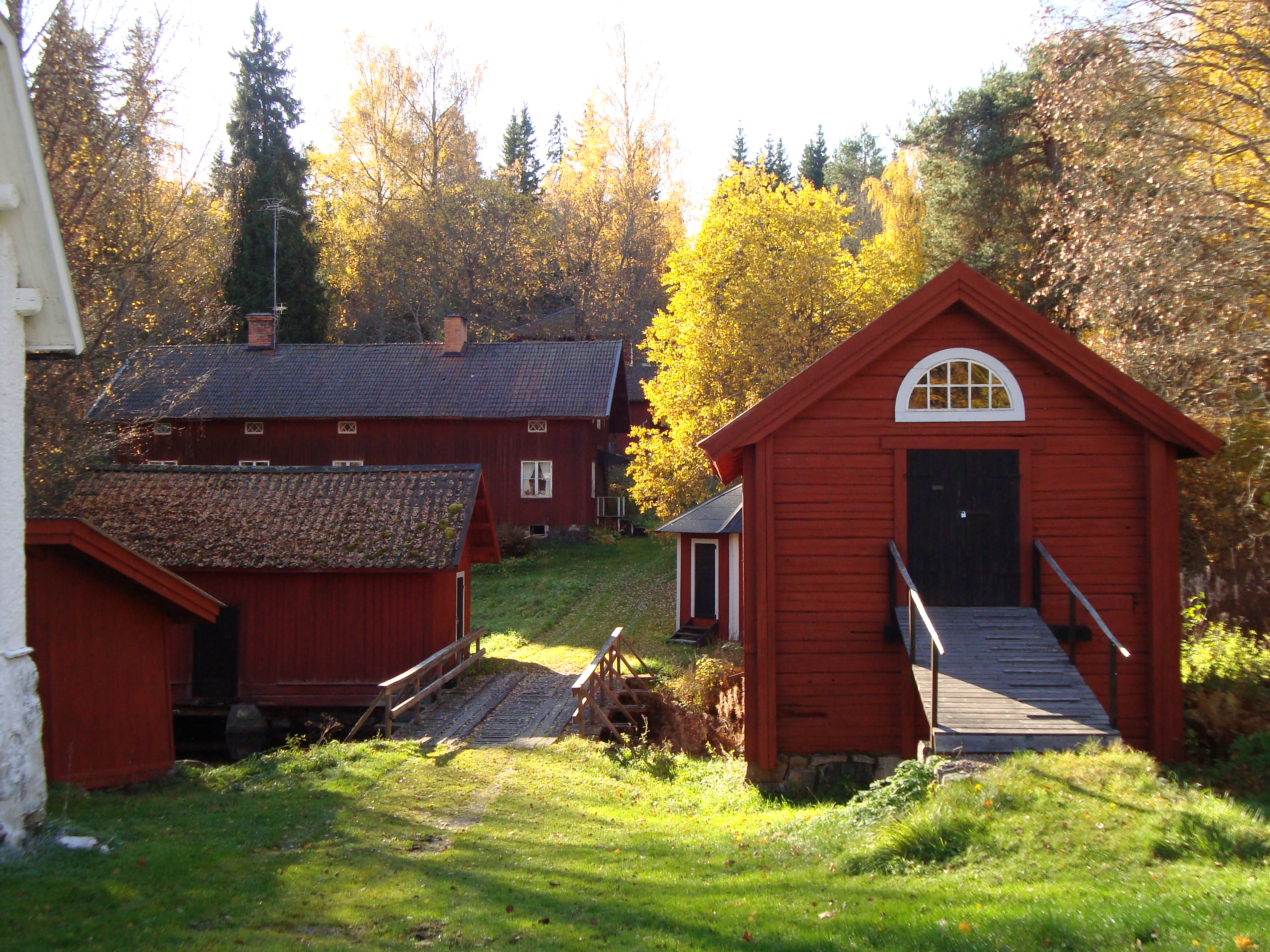
Vy över Norn, kvarnen till höger
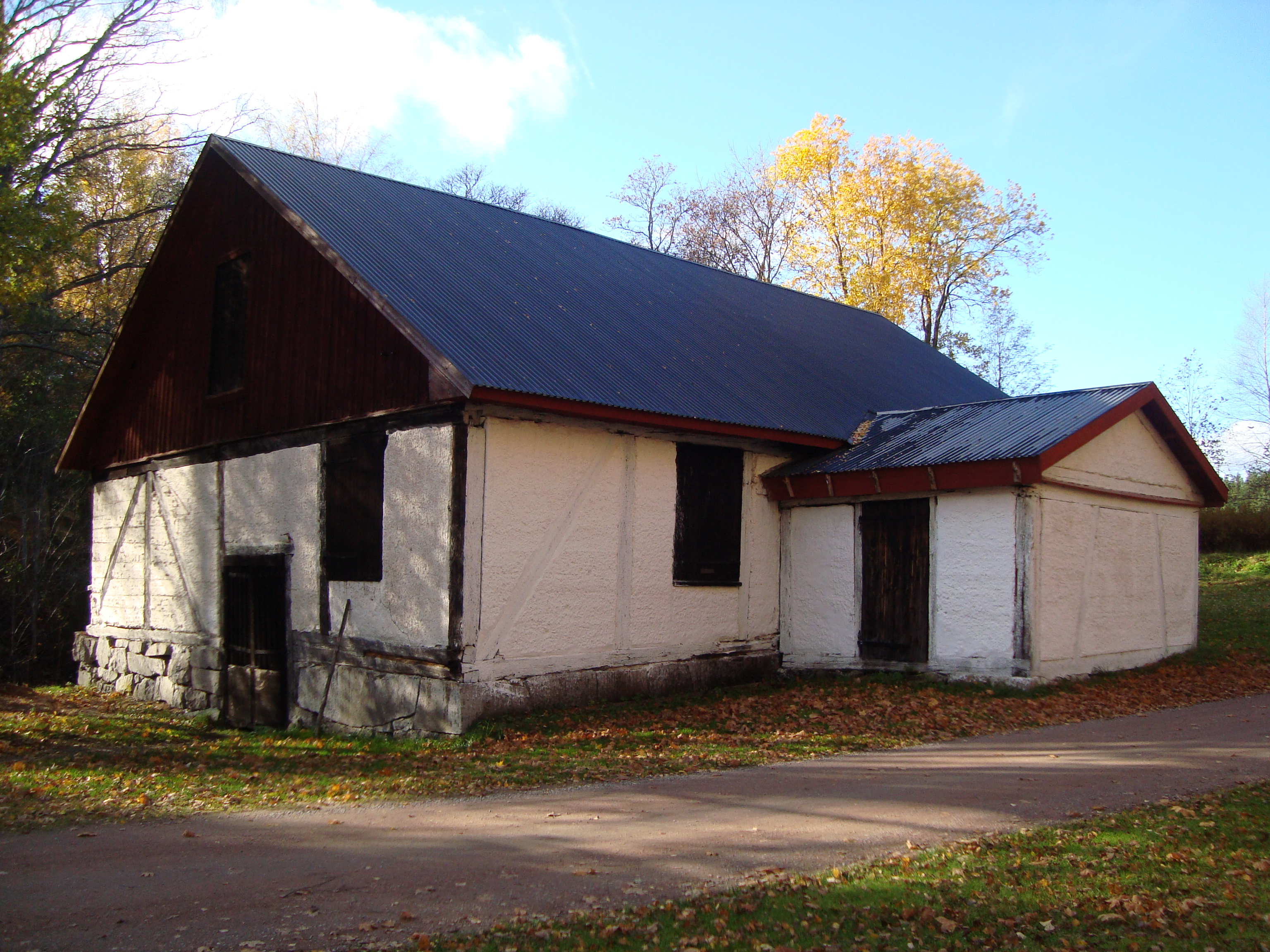
Norns äldsta byggnad, Frankrike-smedjan, byggd 1642.
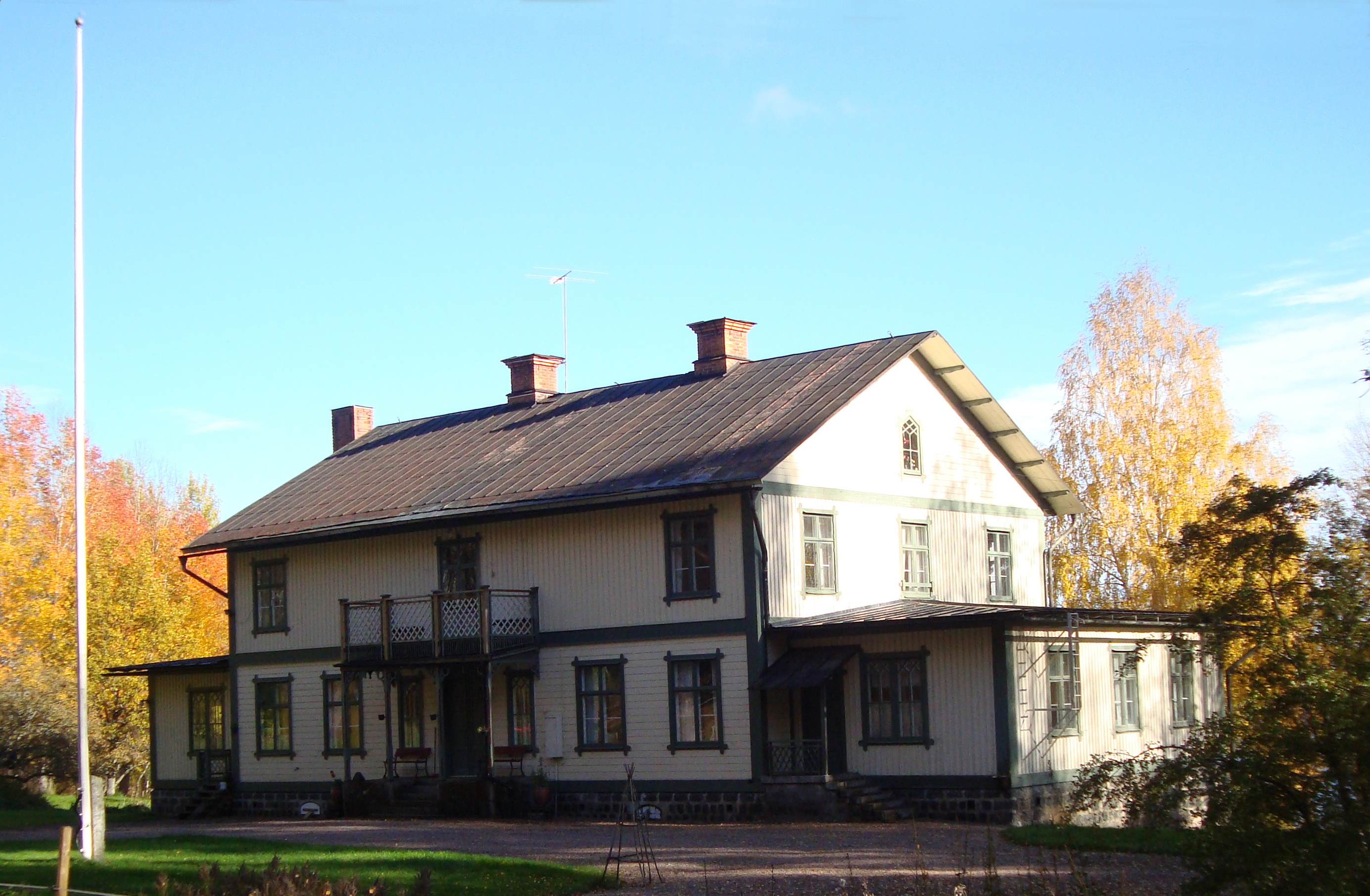
Norns nya herrgård, uppförd 1875.
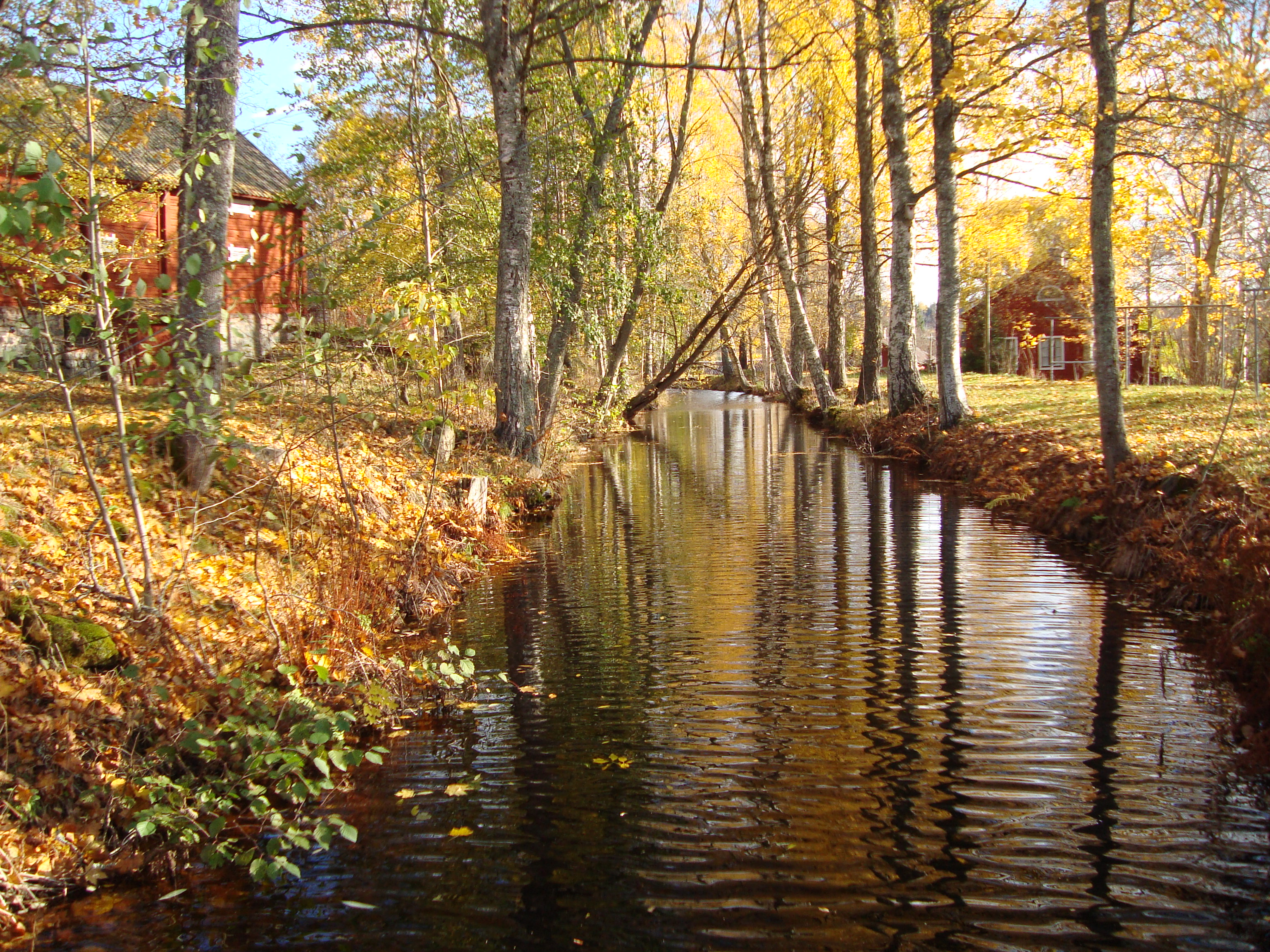
Norns kanal, byggd 1912.
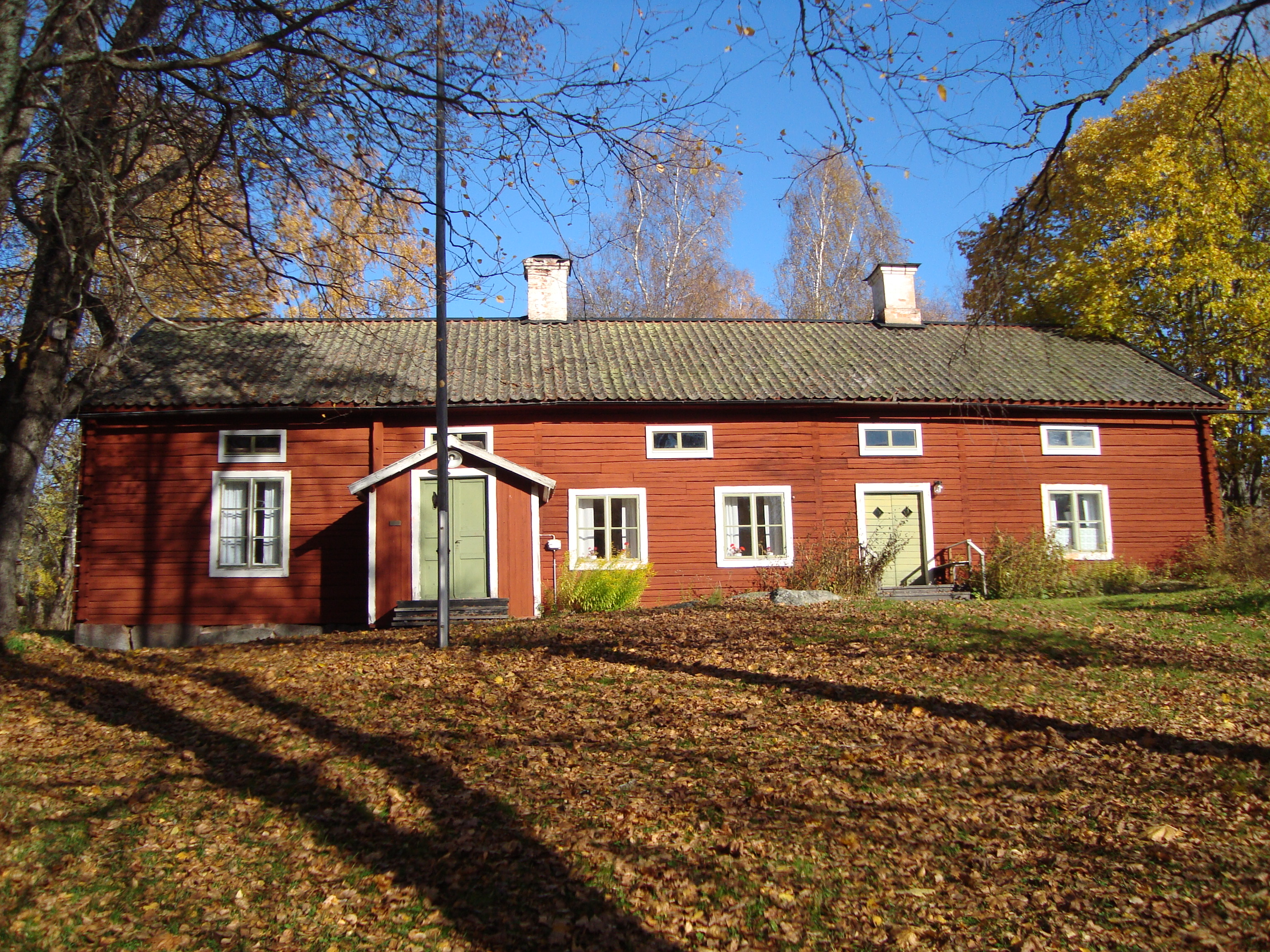
Gamla skolan, i bruk 1856-1947, numera skol- och biblioteksmuseum.
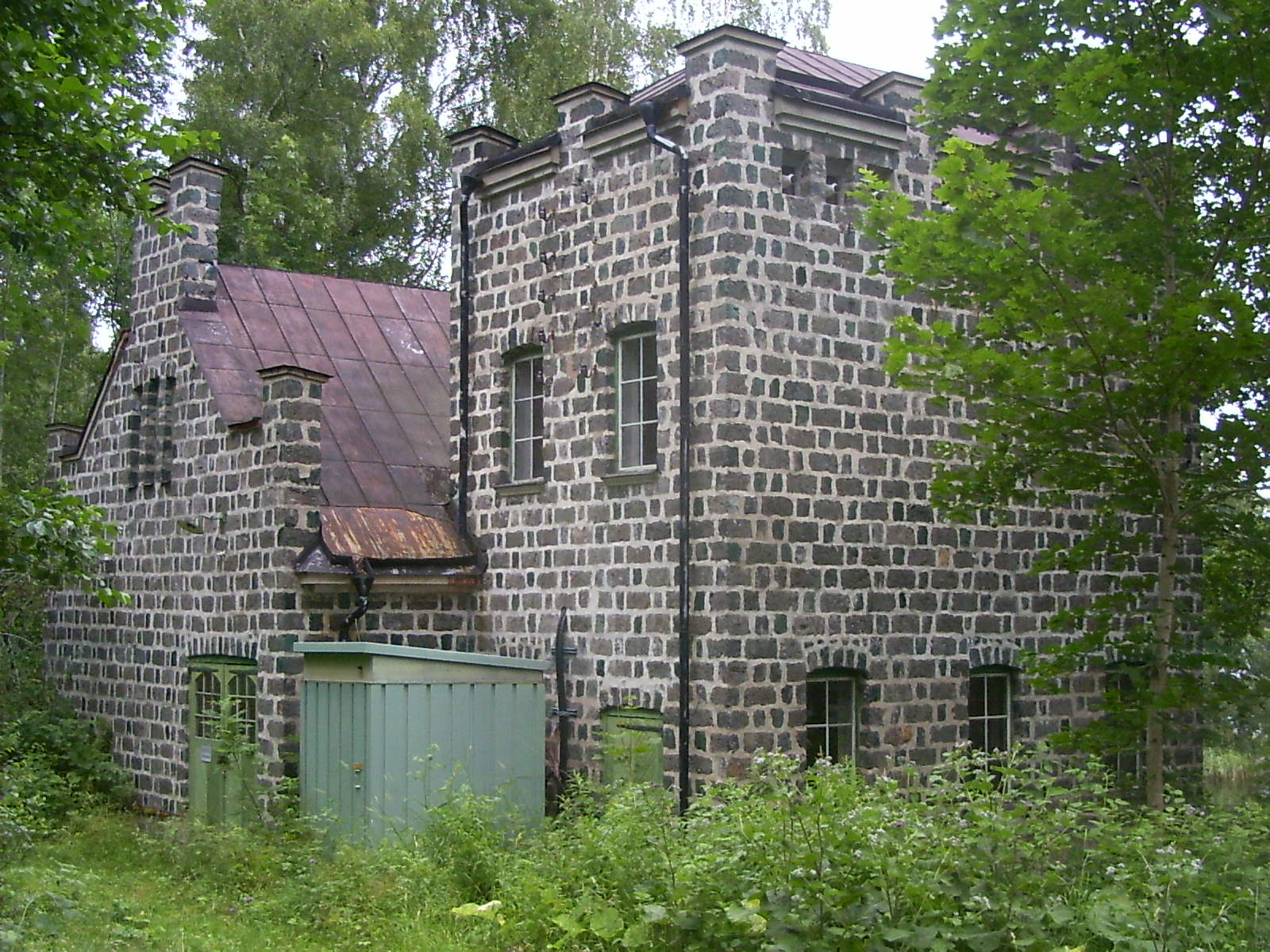
Kraftstationen